# 夏の午後
『夏の午後』は、大浦龍宇一の1枚目のシングル。1996年5月13日にマーキュリー・ミュージックエンタテインメントよりリリースされた。

## 概要
俳優・大浦龍宇一の歌手デビューシングル。表題曲は自身が池田義人役で出演したTBS系金曜テレビドラマ『君と出逢ってから』の主題歌で、小林武史の同名曲のカバーでもある。
自身の最大のヒット曲であり、唯一オリコンチャートインしたシングル。

## 収録曲
1. 夏の午後
作詞・作曲：小林武史／編曲：池間史規[3]
2. いつかまためぐり逢えたら
3. 夏の午後（オリジナルカラオケ）

## 収録作品
| 発売日         | タイトル                                          |
| -------------- | ------------------------------------------------- |
| 1996年6月26日  | 『After the Rain』(アルバム・ヴァージョンが収録)  |
| 1996年8月7日   | Our Blue Planets                                  |
| 1996年12月21日 | Best Hit Japan～TVタイアップヒット曲集～          |
| 2002年10月23日 | again -Love Dramatics-                            |
| 2014年6月25日  | エンドレス･サマー -フォー･ア･ロング･バケーション- |